# Kontinentalcupen
Kontinentalcupen (IAAF Continental Cup) är en lagfriidrottstävling anordnad av Internationella Friidrottsförbundet (IAAF) där idrottarna är uppdelade i 4 olika lag. Lagen är Afrika, Oceasien (Asien och Oceanien), Europa och Amerika (Syd-, Nord-, Centralamerika samt Karibien). Tävlingen arrangeras med fyra års mellanrum. 

## Upplagor
| År                           | Värdstad                   | Vinnare                    | Vinnare                    |
| År                           | Värdstad                   | Män                        | Kvinnor                    |
| IAAF World Cup (1977–2006)   | IAAF World Cup (1977–2006) | IAAF World Cup (1977–2006) | IAAF World Cup (1977–2006) |
| ---------------------------- | -------------------------- | -------------------------- | -------------------------- |
| 1977                         | Düsseldorf                 | Östtyskland                | Europa                     |
| 1979                         | Montréal                   | USA                        | Östtyskland                |
| 1981                         | Rom                        | Europa                     | Östtyskland                |
| 1985                         | Canberra                   | USA                        | Östtyskland                |
| 1989                         | Barcelona                  | USA                        | Östtyskland                |
| 1992                         | Havanna                    | Afrika                     | OSS                        |
| 1994                         | London                     | Afrika                     | Europeiska unionen         |
| 1998                         | Johannesburg               | Afrika                     | USA                        |
| 2002                         | Madrid                     | Afrika                     | Ryssland                   |
| 2006                         | Aten                       | Europa                     | Ryssland                   |
| IAAF Continental Cup (2010–) |                            |                            |                            |
| 2010                         | Split                      | Europa                     | Europa                     |
| 2014                         | Marrakech                  | Europa                     | Europa                     |
| 2018                         | Ostrava                    | Amerika                    | Amerika                    |